# 엔딩스, 비기닝스
《엔딩스, 비기닝스》(Endings, Beginnings)는 미국에서 제작된 드레이크 도리머스 감독의 2019년 로맨틱 드라마 영화이다. 쉐일린 우들리 등이 주연으로 출연하였다. 2019 토론토 국제 영화제에 초연되었다.

## 출연
- 셰일린 우들리 - 대프니
- 제이미 도넌 - 잭
- 서배스천 스탠 - 프랭크
- 매슈 그레이 구블러 - 에이드리언 (대프니의 전 남자친구)
- 린지 슬론 - 빌리
- 벤 에슬러 - 제드
- 셰이미어 앤더슨 - 조너선
- 노린 디울프 - 노린
- 웬디 맬릭 - 수 (대프니, 빌리 자매의 엄마)
- 키라 세지윅 - 잉그리드